# Infitah
Infitāh (انفتاح), lett. "apertura" è il termine che il governo egiziano di Anwar al-Sādāt volle dare agli inizi degli anni 1970 all'apertura economica che metteva di fatto fine al modello economico dirigistico fino ad allora seguito fin dall'epoca del nasserismo.
Questo cambiamento, che significò l'apertura di fatto alla logica del mercato e che mise, ad esempio, fine alle file che quotidianamente gli Egiziani dovevano fare per approvvigionarsi dei beni di consumo, fu il primo visibile passo compiuto in direzione di un profondo e radicale cambiamento delle alleanze internazionali, con l'abbandono dell'amicizia privilegiata fin lì osservata nei confronti dell'Unione Sovietica e l'avvicinamento sostanziale agli Stati Uniti.